# Paul McGrath
Paul McGrath, född 4 december 1959, är en engelskfödd irländsk före detta professionell fotbollsspelare som spelade som försvarare för fotbollsklubbarna St Patrick's Athletic, Manchester United, Aston Villa, Derby County och Sheffield United mellan 1981 och 1998. Han vann en FA-cup och två engelska ligacuper samt utnämndes till årets fotbollsspelare i England en gång. Han spelade också 83 landslagsmatcher för det irländska fotbollslandslaget mellan 1985 och 1997.
McGrath anses vara en av Irlands bästa fotbollsspelare genom tiderna.